# 福岡県道555号桧原比恵線
福岡県道555号桧原比恵線（ふくおかけんどう555ごう ひばるひえせん）は、福岡県福岡市南区から福岡市博多区に至る一般県道である。

## 概要
福岡市南区桧原3丁目から福岡市博多区東比恵3丁目に至る。百年橋から先は、博多駅にも近いことから多数のオフィスビルがある。
福岡市中央区小笹から中央区平尾までは「山荘通り」、平尾から先は「百年橋通り」の通称名を持つ。

### 路線データ
- 起点：福岡市南区桧原3丁目（桧原四ツ角交差点、福岡県道49号大野城二丈線交点）
- 終点：福岡市博多区東比恵3丁目（東比恵交差点、国道3号交点、福岡県道・大分県道112号福岡日田線起点）

## 路線状況

### 通称
- 山荘通り
- 百年橋通り

### 重複区間
- 国道385号（福岡市博多区美野島3丁目・美野島交差点 - 福岡市博多区博多駅南3丁目・宮島交差点）

### 道路施設

#### 橋梁
- 百年橋（那珂川、福岡市中央区・福岡市南区 - 福岡市博多区）

## 地理

### 通過する自治体
- 福岡市（南区 - 中央区 - 南区 - 博多区）

### 交差する道路
| 交差する道路                                       | 市町村名 | 市町村名 | 交差する場所  | 交差する場所            |
| -------------------------------------------------- | -------- | -------- | ------------- | ----------------------- |
| 福岡県道49号大野城二丈線                           | 福岡市   | 南区     | 桧原3丁目     | 桧原四ツ角交差点 / 起点 |
| 国道202号 / 福岡外環状道路                         | 福岡市   | 南区     | 西長住3丁目   | 西長住交差点            |
| 福岡市道清水干隈線 / 大池通り                      | 福岡市   | 南区     | 西長住1丁目   | 樋井川3丁目交差点       |
| 福岡市道博多駅鳥飼線 / 筑肥新道                    | 福岡市   | 中央区   | 平和3丁目     | 平和交差点              |
| 福岡県道31号福岡筑紫野線                           | 福岡市   | 中央区   | 平尾2丁目     | 平尾交差点              |
| 福岡県道602号後野福岡線 / 日赤通り                 | 福岡市   | 南区     | 那の川1丁目   | 那の川四ツ角交差点      |
| 福岡県道553号東光寺竹下春吉線                      | 福岡市   | 博多区   | 美野島3丁目   |                         |
| 国道385号 重複区間起点                             | 福岡市   | 博多区   | 美野島3丁目   | 美野島交差点            |
| 国道385号 重複区間終点 福岡県道575号山田中原福岡線 | 福岡市   | 博多区   | 博多駅南3丁目 | 宮島交差点              |
| 福岡市道博多駅草ヶ江線 / 筑紫通り                  | 福岡市   | 博多区   | 博多駅南2丁目 | 瑞穂交差点              |
| 国道3号 福岡県道・大分県道112号福岡日田線          | 福岡市   | 博多区   | 東比恵3丁目   | 東比恵交差点 / 終点     |

### 交差する鉄道
- 西鉄天神大牟田線
- 鹿児島本線
- 九州新幹線

### 沿線
- 福岡市立西長住小学校
- 西鉄天神大牟田線 西鉄平尾駅
- 福岡市立住吉小中学校（旧・福岡市立美野島小学校）
- 福岡市地下鉄空港線 東比恵駅